# Variable statistique
Cet article court présente un sujet plus développé dans : Variable statistique continue et Variable statistique discrète.
En statistique descriptive, une variable statistique est une grandeur que l'on peut mesurer et qui prend différentes valeurs en différents endroits ou différent instants.
On distingue :
- les variables statistiques continues, qui peuvent prendre n'importe quelle valeur au sein d'un certain intervalle ;
- les variables statistiques discrètes, qui ne peuvent prendre qu'un nombre fini de valeurs.